# Tiger Electronics

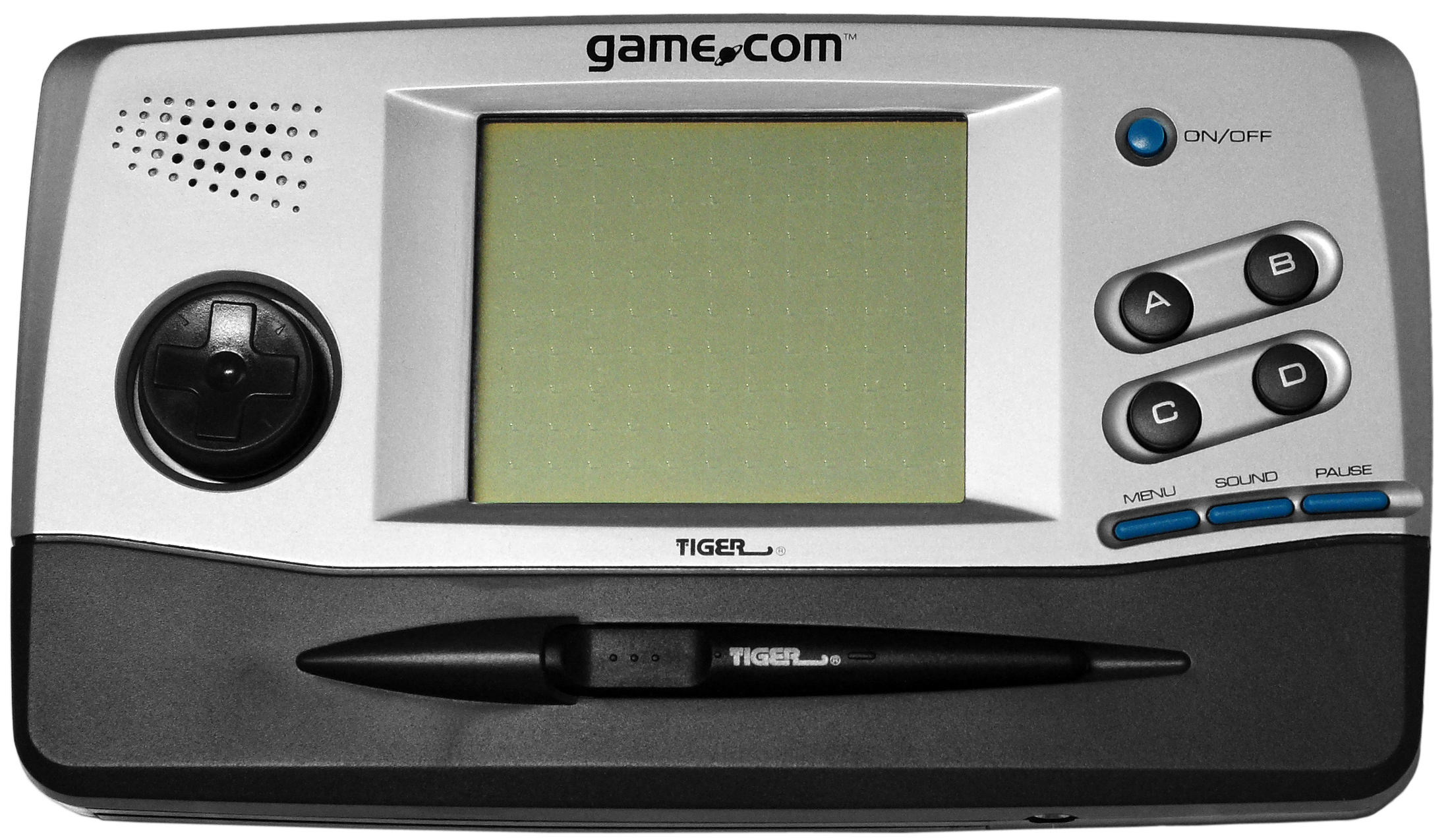
Tiger game.com

Tiger Electronics is een Amerikaanse fabrikant van elektronisch speelgoed en maakt deel uit van speelgoedfabrikant Hasbro. Tiger Electronics is met name bekend van de Furby en Giga Pets.
De onderneming werd in 1978 opgericht door Randy Rissman en Roger Shiffman. Het begon met het produceren van laag-technologische producten zoals fonografen, maar begon kort daarna met het ontwikkelen van handzame elektronische spellen en educatief speelgoed. Zij bereikten succes met vele eenvoudige elektronische spellen als Bowling, Dragon en Space Invaders en concurreerde hiermee met Nintendo's Game & Watch-lijn. Een vroeg jaren 90 succes was de draagbare cassette/microfoon combinatie "Talkboy" waarmee met een variabele snelheid kon worden opgenomen en afgespeeld.
Zij hebben twee op-spelcartriges-gebaseerde-computerspelsystemen ontwikkeld. De eerste en technologisch minst verfijnde was de "R-Zone". Het gebruikte rode lcd-cartridges die via backlight op een weerspiegelend scherm werden geprojecteerd dat een van de ogen van de speler afdekte. Alle R-Zone spellen waren adaptaties van bestaande Tiger Electronics elektronische lcd-spellen. De tweede was het Game.com handzame spelcomputersysteem dat met Nintendo's Game Boy de concurrentie moest aangaan en beschikte over enkele vernieuwende eigenschappen zoals een touchscreen en beperkte internettoegang. Toch werd het uiteindelijk een mislukking met slechts 20 ontwikkelde spellen.
Tiger Electronics maakt sinds 1998 deel uit van het Hasbro-concern. Hasbro, voordien enigszins schuw voor high-tech elektronisch speelgoed, was zeer geïnteresseerd in de ontwikkeling van de snoezige "Furby". Met de ondersteuning van Hasbro wist Tiger Electronics het ontwikkelingsproces aanzienlijk te versnellen en de Furby uiteindelijk voor de kerstperiode van 1998 op de planken van de detailhandel te krijgen. Het werd een instant-succes. Het werd "het" speelgoed van de seizoenen 1998 en 1999.
Ze creëerden ook de Giga Pets-lijn van virtuele elektronische "huisdieren" om met het populaire Japanse Tamagotchi te concurreren. Het bedrijf is sindsdien een van de meest prominente producenten van elektronisch speelgoed geworden en verkozen om onder een grote verscheidenheid aan licenties speelgoed te produceren waaronder Star Wars, Barney, Arthur, Winnie the Pooh, Franklin the Turtle, Neopets, Rad van Fortuin en vele andere.
In 2000 verwierf Tiger Electronics een licentie om een verscheidenheid aan elektronische producten te voorzien van de Yahoo-merknaam, waaronder digitale camera's, webcams, en een "Hits Downloader" die het mogelijk maakte muziek van het internet (mp3s enz.) toegankelijk te maken voor Tigers's "Hit Clips"-spelers.
De doorontwikkeling van Furby-achtige technologie heeft in 2003 geleid tot de lancering van de "FurReal"-lijn.